# 第九屆羅德岱堡青棒賽中華青棒代表隊
1976年第九屆世界青棒大賽，中華青棒隊贏得冠軍。

## 成員
- 領隊：廖丙熔。
- 經理：曾紀恩。
- 教練：譚信民。
- 秘書：蔣得熟。
- 球員：李宗源、徐生明、張永昌、莊勝雄、陳義信、
　　　唐昭鈞、陳昭銘、楊清瓏、葉志仙、陳進財、
　　　李明憲、林華韋、李居明、董國華、黃明怡。

- 特別注意：此處的陳昭銘並非日後加入興農牛隊的陳昭銘，兩人只是姓名相同而已。
- 特別注意：此處的陳義信並非日後加入兄弟象隊的陳義信，兩人只是姓名相同而已。

(後來加入兄弟象隊的陳義信，在這一年首度入選少棒國手。)

## 特殊事蹟
本屆世界青棒大會選出十位明星球員中華隊即有二位當選，十名最佳打擊球員中，中華隊佔了四位，獲獎名單如下：
- 明星球員：葉志仙（二壘手），陳義信（游擊手）兩人。
- 最佳打擊球員：陳義信得第二名，打擊率四成五五；第三名葉志仙，四成二一；第五名唐昭鈞，三成六四；第七名李居明，三成三三。
- 最傑出投手：張永昌。
- 榮譽球員：張永昌和李居明。

## 相關新聞
- 1976-08-23 世界青棒青少棒‧中華健兒雙冠王 （页面存档备份，存于）

## 相關頁面
- 世界少棒聯盟
- LLB世界青棒錦標賽
- 第九屆世界青棒賽相關訊息